# Ipocondria (Ultimo)
Ipocondria è un singolo del cantautore italiano Ultimo, pubblicato il 7 giugno 2019 come quarto estratto dal terzo album in studio Colpa delle favole.

## Descrizione
Nel brano, l'ipocondria del cantante viene curata dall'amore, che può anche essere distante, ma resta sempre presente e vicino nel cuore. Per descrivere il brano, il cantautore ha dichiarato:

## Video musicale
Il video musicale, diretto dallo stesso cantautore con Emanuele Pisano, è stato pubblicato in concomitanza all'uscita del brano attraverso il canale YouTube della Honiro.

## Tracce
Testi e musiche di Niccolò Moriconi.
1. Ipocondria – 3:01

## Classifiche
| Classifica (2019) | Posizione massima |
| ----------------- | ----------------- |
| Italia            | 23                |